# Spice (álbum)
Spice é o álbum de estreia do girl group britânico Spice Girls. O seu lançamento ocorreu em 4 de novembro de 1996, através da Virgin Records. Depois de anunciarem um concurso para escolher meninas para formar um grupo feminino, Chris e Bob Herbert selecionaram Victoria Adams, Melanie Brown, Melanie Chisholm, Geri Halliwell e Michelle Stephenson, no então intitulado de Touch. Entretanto, Stephenson logo saiu do grupo por problemas pessoais e foi substituída por Emma Bunton. Antes de lançarem seu álbum de estreia, as jovens ficaram inseguras acerca da falta de um contrato e a direção musical que sua gestão queria fazê-las seguirem, e procuraram novos empresários. Elas selecionaram Tim Hawes, Richard Stannard e Matthew Rowe, que compuseram a canção "Sugar and Spice", a qual surgiu de inspiração para o novo nome do grupo. Depois de saírem da Heart Management, sua antiga agência de gestão, elas roubaram as fitas demo que haviam feito enquanto faziam parte da empresa, para terem certeza de que assumiriam total controle criativo em seu trabalho.
O disco possui uma sonoridade inspirada por gêneros como dance-pop, teen pop e pop, incluindo interpolações com estilos como dance, R&B, bubblegum pop e hip hop. É fortemente considerado um trabalho que marcou o retorno do teen pop a indústria musical. Em termos líricos e conceituais, o projeto é centrado na ideia do empoderamento feminino, embora algumas canções tratem de desejos pela fama, amor materno e de questões sociais como a contracepção. As gravações da obra ocorreram entre setembro de 1995 e setembro de 1996 nos estúdios Olympic Studios, com a produção de Absolute, Andy Bradfield, Matt Rowe e Richard Stannard.
Spice recebeu análises geralmente mistas da mídia especializada; ao passo em que alguns analistas prezaram a sua produção e suas letras feministas, outros criticaram a sua falta de originalidade. Comercialmente, o disco obteve um desempenho altamente exitoso, classificando-se nas dez melhores posições em todos as tabelas em que entrou, atingindo o primeiro lugar nas paradas musicais de países como Áustria, Bélgica, Canadá e Reino Unido. Nos Estados Unidos, converteu-se no primeiro e único trabalho do grupo a culminar na Billboard 200, onde foi o mais comprado no ano de 1997. Obteve certificações em diversos territórios ao redor do mundo, sendo certificado como diamante pela Music Canada, recebendo dez discos de platina pela British Phonographic Industry (BPI) e sete pela Recording Industry Association of America (RIAA). Mundialmente, comercializou cerca de 30 milhões de unidades, sendo o álbum mais vendido por um grupo só de mulheres e convertendo-se num dos discos mais comercializados de todos os tempos.
A fim de promover Spice, quatro singles foram extraídos de seu alinhamento — "Wannabe", "Say You'll Be There", "2 Become 1" e o lado A duplo "Who Do You Think You Are"/"Mama" —, todos os quais lideraram a parada britânica UK Singles Chart. Com destaque para o primeiro citado, que atingiu a liderança em cerca de 31 países, incluindo os Estados Unidos. Como forma de divulgação do álbum, as Spice Girls apresentaram-se em cerimônias de premiação e programas televisivos como MTV Video Music Awards de 1997 e Brit Awards e embarcaram em sua primeira turnê, a Spiceworld Tour (1998), que contou com 97 concertos feitos entre a América do Norte e Europa e continua sendo uma das digressões de maior bilheteria de todos os tempos por um grupo feminino. Spice e seus singles são fortemente creditados por iniciar o surgimento do teen pop no fim do século XX e abrir espaço para a representatividade feminina nas parada musicais daquele período, então domimada por artistas masculinos.

## Antecedentes
Em fevereiro de 1995, juntamente com o financiador Chic Murphy, Chris e Bob Herbert, sob o nome da empresa de gestão Heart Management, anunciaram um concurso, através da revista The Stage, para formar um grupo feminino; o anúncio continha a seguinte questão: "Você é dinâmica, extrovertida, ambiciosa e capaz de cantar e dançar?". A gestão recebeu centenas de respostas, mas acabou selecionando cinco meninas: Victoria Adams, Melanie Brown, Melanie Chisholm, Geri Halliwell e Michelle Stephenson. A nova banda foi originalmente chamada de Touch e moveu-se para uma casa em Maidenhead. Emma Bunton foi a última a juntar-se ao grupo, já que Stephenson saiu quando sua mãe ficou doente. O grupo sentiu-se inseguro sobre a falta de um contrato e frustrou-se com a direção musical que estavam seguindo sob a sugestão da Heart Management. Em setembro de 1995, com um catálogo de fitas demo e coreografias, a banda começou a buscar novas agências empresariais. Elas começaram a encontrar-se com produtores, músicos e outros executivos do negócio e, entre eles, estavam os compositores Tim Hawes, Richard Stannard e Matthew Rowe. O primeiro trabalhou com o grupo e observou a evolução em suas habilidades de dança e escrita. Juntos, eles compuseram uma música chamada "Sugar and Spice", que serviu como a inspiração para a mudança de nome da banda, que foi trocado para Spice. Eventualmente, o nome foi mudado novamente para Spice Girls, pois um rapper estadunidense estava usando o nome Spice na época. Em 3 de março de 1995, devido à frustração do grupo acerca da indisponibilidade de sua gestão para ouvir suas visões e ideias, elas saíram da Heart Management. O grupo roubou dos escritórios da Heart Management as fitas demo que haviam feito enquanto estavam na empresa, para ter certeza de que teriam total controle de seus próprios trabalhos.

## Gravação e produção
O grupo deveria se encontrar com o produtor Eliot Kennedy na semana após deixarem seus antigos empresários, mas o encontro foi marcado pelos Herberts semanas antes de sua partida. Porém sem acesso à agenda de endereços de Herbert, elas não sabiam nada sobre o paradeiro de Kennedy, a não ser que ele morava em Sheffield. Brown e Halliwell foram até Sheffield no dia seguinte, após suas saídas da Heart Management, e procuraram a primeira lista de telefones que encontraram; Eliot foi o terceiro número para quem ligaram. Naquela noite, foram até a sua casa e insistiram para que ele trabalhasse com elas. As demais meninas viajaram para Sheffield no dia seguinte. Kennedy comentou sobre a reunião: "Nenhuma delas tocavam instrumentos, então eu fui deixando para fazer a música sentindo a vibração delas juntas. O que eu disse a elas foi, 'Olha, eu tenho um refrão, olha isso'. Então elas começaram a jogar versos para nós. Depois de dez minutos, a canção foi escrita. Então começamos a ajeita-la. Em seguida, quando estavamos gravando-a, senti que poderia mudar algumas coisas aqui e ali. Mas, tudo foi muito bonito, foi um processo muito rápido". Quatro faixas foram compostas naquela sessão: "Step to Me", "Love Thing", "Say You'll Be There" e "Strong Enough". Nos meses seguintes, o grupo continuou a reunir-se com os produtores, para escreverem novas músicas, preparar demos e a procurar um novo empresário. Elas se encontraram novamente com os escritores Stannard e Rowe. Eles haviam trabalhado anteriormente com as meninas em janeiro de 1995, antes da saída delas da Heart Management; que foi a primeira sessão de composição profissional do grupo, realizada no Strongroom em Curtain Road, no leste de Londres.
Depois de ter completado as canções, as meninas quiseram escrever algo mais uptempo, então começaram a escrever a canção que seria a protagonista do álbum: "Wannabe", que foi gravada em menos de uma hora, principalmente porque elas já tinham escrito partes da canção de antemão. A próxima música que gravaram foi uma balada, que é a terceira faixa e single do álbum, "2 Become 1". A canção foi inspirada pela relação especial que tinha se desenvolvido entre Halliwell e Rowe, durante as gravações. Em maio de 1995, o grupo foi apresentado a Paul Wilson e Andy Watkins, os compositores do duo de produção conhecido como "Absolute". Watkins comentou sobre esse primeiro encontro: "Elas nos mostraram algumas faixas, que nós não gostamos particularmente. Então pensamos, está tudo bem. Podemos trabalhar mesmo assim". Uma sessão de composição foi marcada dentro dos próximos dias, mas a associação musical entre eles não parecia ir bem no início. Wilson lembrou: "Quando elas começaram a cantar, não deu muito certo: do nosso ponto de vista, era muito poptástico". Watkins lembrou: "Depois de duas sessões, telefonamos para nossos empresários e dissemos, 'as coisas simplesmente não estão fluindo'." Foi neste momento que Watkins e Wilson ouviram "Wannabe" pela primeira vez. Quando ouviram-a, Wilson lembra: "Nós a ouvimos e não entendemos nada. Era tão diferente do que estávamos fazendo. Nós pensamos: isso vai funcionar?".

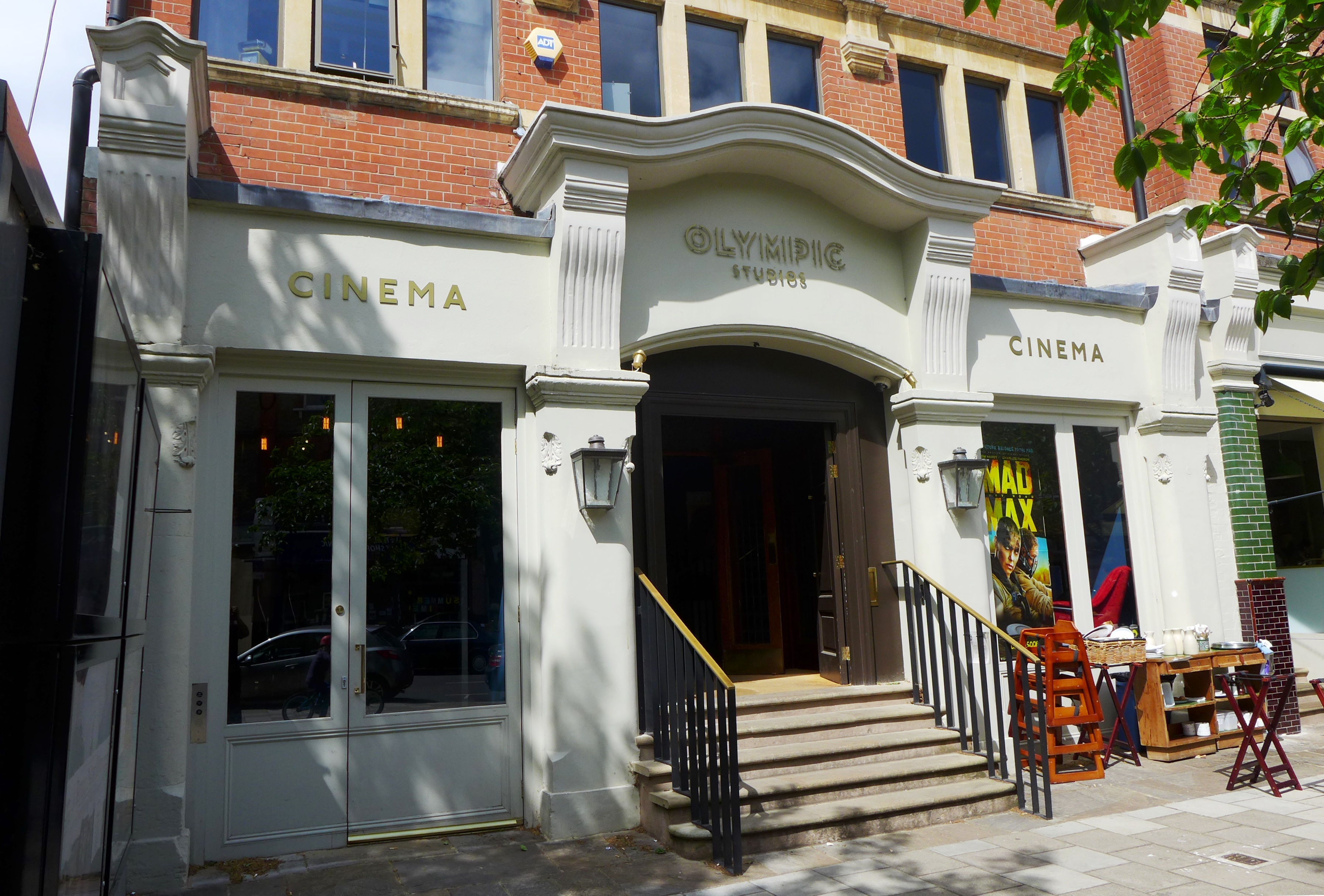
Spice foi gravado nos Olympic Studios, em Londres.

A próxima gravação foi a definitiva; ou eles continuariam trabalhando com o grupo ou iriam romper a parceria. Wilson lembrou: "Toda vez que nos encontrávamos com as garotas, tínhamos preparado uma faixa de apoio, desta vez não tínhamos nada". Watkins também comentou: "Elas disseram que queriam fazer alguma coisa diferente com um toque de diversão, então começaram a chegar em nossas cabeças algo com uma fusão de disco, que viria a se tornar "Who Do You Think You Are"." Wilson disse sobre a canção: "A questão é que quando elas a escreveram, elas também estavam criando a coreografia, elaborando o vídeo, tudo ao mesmo tempo enquanto escreviam a música". Elas escreveram, "Something Kinda Funny", "Last Time Lover" e "Naked" com Watkins e Wilson, nenhuma dessas foram trabalhadas como singles, mas todas elas continham um toque de R&B. Absolute também produziu todas essas canções, assim como as duas faixas escritas com Kennedy: "Say You'll Be There" e "Love Thing",e mais tarde "Step to me", dando à dupla uma mão orientadora em seis das dez faixas que acabaram entrando em Spice. As canções que Absolute produziram foram gravadas, em sua maior parte, no Olympic Studios, em Barnes. Nessa época, em 1995, a instalação do Auto-Tune ainda não havia chegado ao mercado e a maioria dos vocais foram gravados com poucos ajustes feitos depois. Absolute contou a Simon Fuller sobre o grupo com o qual estavam trabalhando e o questionou se consideraria gerencia-las. Fuller recebeu a demo de "Something Kinda Funny", uma das músicas que o grupo escreveu com Absolute. Ele mostrou interesse no projeto e decidiu contratá-las para a 19 Management, em março de 1995. Em setembro, as meninas assinaram um contrato com a Virgin Records e continuaram a escreverem e gravarem faixas para seu álbum de estreia enquanto faziam uma turnê pela costa oeste dos Estados Unidos, onde assinaram um contrato de distribuição com o Windswept Pacific em novembro.
As Spice Girls estavam totalmente envolvidas na composição de todas as músicas. Halliwell, em particular, foi a que mais teve ideias para canções, chegando às sessões com seu caderno de anotações, com notas e rabiscos diversos que frequentemente geravam o ponto de partida de uma letra ou título de música ou apenas servia para anotar o cronograma de trabalho do dia. Watkins comentou: "Geri (Halliwell) já chegava com o conceito de uma canção. Normalmente, ela cantava uma parte e as meninas ou nós pegávamos e construiamos algo em torno daquilo e, em seguida, Melanie [C] e Emma [Bunton], ficavam também muito ativas. Elas realmente gostavam de sentar e cantar melodias e sair e criar pequenas partes". Elas "conceitualizavam" e cantavam pedaços das melodias e escreveram as letras. Mas, em termos musicais, não era uma parceria de iguais. Rowe comentou: "Nós meio que tivemos que organizar isso. Eram muitas idéias para faixas diferentes, algumas delas criavam canções quando estávamos todos tocando na sala. Nós mal acabávamos de colocar alguns sons de bateria e já começávamos a inventar coisas novas. Em outras faixas, eu e Richard [Stannard] preparávamos algo de antemão e tocávamos para elas. Tínhamos algumas letras e fazíamos com que elas escrevessem o segundo verso". As Spice Girls introduziram duas inovações importantes que tiveram um impacto duradouro na maneira como os artistas pops modernos organizam seus negócios criativos. Em primeiro lugar, elas introduziram a ideia de identidade de composição. Esse era um conceito familiar em bandas de rock, como Queen e Sex Pistols, mas não no mundo do "pop pré-fabricado", onde os créditos de composição seriam divididos estritamente de acordo com quem tivesse escrito a música. As Spice Girls reconheceram sua solidariedade como um grupo, que dependia de manter a paridade em todos os departamentos, incluindo os créditos de composição e os royalties resultantes. Elas compartilham os direitos autorais de composição em todas as músicas, independentemente de qual integrante do grupo tivesse ou não contribuído para qualquer canção em particular. A segunda coisa que as Spice Girls estabeleceram desde o início foi uma divisão direta de 50 a 50 entre elas e seus vários colaboradores de composição. Ali, elas anteciparam um dos principais desenvolvimentos na indústria pop desde a década de 1990, ou seja, a crescente importância de publicar royalties, em oposição aos pagamentos de royalties, feitas para a adição de uma música em um disco.

## Extrutura musical
Spice é basicamente um álbum de música pop que incorpora uma variedade de outros estilos musicais, como dance-pop, R&B, hip hop, soul e funk, que levam alguns críticos a chamá-lo de uma miscelânea. "Wannabe" é uma música pop uptempo, com elementos de hip-hop, rap e dance-pop. Duas das três baladas do álbum, "2 Become 1" e "Mama", foram co-escritas e produzidas por Stannard e Rowe, e ambas apresentam o uso de teclados, guitarras, arranjos de cordas e vocais de apoio. O duo de produção Absolute, incorporou elementos de dance-pop, funk e R&B em "Say You'll Be There", que inclui um solo de harmônica tocado por Judd Lander, que também tocou a harmônica na faixa "Karma Chameleon" (1983), do Culture Club. As outras canções produzidas por Absolute, apresentam gêneros musicais diferentes: "Naked" e "Something Kinda Funny", incluem elementos pops, com influências de soul e funk, respectivamente. "If U Can't Dance", é muito influenciado pelo europop, do início 1990, e incorpora uma batida disco, semelhante a desenvolvida no final dos anos 1970. "If U Can not Dance", outra canção fortemente oriental e dançante, apresenta uma seção de rap, executada por Halliwell em espanhol e contém uma amostra da canção  "The Humpty Dance" (1990), do Digital Underground.
"Wannabe", a canção mais emblemática da filosofia Girl Power, foi escolhida como a primeira faixa e single principal do álbum. Em suas linhas, as cantoras expressam a preferência pela amizade feminina frente aos relacionamentos amorosos com outros rapazes: "Se você quer ser o meu namorado / Tem que se dar bem com as minhas amigas / Fazer durar para sempre / A amizade  nunca acaba". O segundo single "Say You'll Be There" do álbum é também a sua segunda faixa. Liricamente, é sobre o direito da garota em expressar o quer e como quer vivenciar uma relação amorosa, e ter a liberdade de pôr um ponto final nesse relacionamento quando ela sente que não há uma entrega, uma contrapartida da pessoa com quem ela se relaciona. A terceira música, "2 Become 1" é uma balada romântica com vocais suaves, doces e agradáveis. A música, de título sugestivo, narra o encontro de um casal e sua primeira noite de amor. Em uma das linhas da música, Bunton canta com sua voz doce: "Chega um pouco mais perto, baby / Vamos lá, vamos lá / Porque hoje é a noite em que dois se tornam um". Em  vários  momentos  da canção,  tem-se  a  iniciativa da garota em conduzir o rapaz no sexo, estando ele com muitas dúvidas e medo, como canta Mel B em um outro momento: "Livre sua mente da dúvida e medo [...] Podemos conseguir, podemos conseguir".
"Love Thing" é a quarta faixa; ela se concentra em abordar de relacionamentos e como depois de muitas decepções as meninas não querem saber nada sobre o amor. A canção simboliza a filosofia Girl Power, mostrando o apoio entre si e encontrando a força para continuar. "Last Time Lover" foi originalmente chamada de "First Time Lover" e fala sobre a perda de virgindade, mas foi descartada e mudada para uma canção cheia de provocações, onde o sexo é a questão principal. Seus versos sinalizam para rupturas nas formas essenciais na produção das identidades de gênero que veem as mulheres como  românticas e  fáceis de serem  seduzidas  pelos  galanteios  masculinos. Spice segue com "Mama". É uma canção em que as Spice Girls prestam uma bonita e sensível homenagem às suas mães. Aliás, não só às delas, mas a todas as mães. A letra retrata os conflitos naturais dos filhos durante a adolescência com as mães, quando a proteção materna em alguns momentos é incompreendida, mas que só mais tarde, quando esses filhos chegam à maturidade, passa a ser melhor avaliada e mais valorizada.
A sétima faixa, "Who Do You Think You Are", é sobre a vida presunçosa de um superstar e como alguém pode ficar preso no mundo da fama. A inspiração para esta canção veio de algumas das pessoas que o grupo conheceu na indústria da música. "Something Kinda Funny" é sobre a "diversão", que o grupo experimentou juntas, e como foi o destino, que as juntaram umas as outras. A seguinte, "Naked" trata da vulnerabilidade e do passo das meninas para mulheres e como esse processo tornou o grupo mais forte, algo que estavam experimentando naquele momento. Recebeu revisões mistas dos críticos; Alguns a descreveram como "com alma de funk, como qualquer coisa já feita pelas TLC e por Brand New Heavies", enquanto outros consideraram a canção como um "pouco de uma desilusão". A última faixa do álbum, "If U Can not Dance", trata de ideias preconcebidas sobre as pessoas e como às vezes elas são totalmente diferentes do que aparecem.

## Crítica profissional
| Críticas profissionais        | Críticas profissionais |
| Avaliações da crítica         | Avaliações da crítica  |
| Fonte                         | Avaliação              |
| ----------------------------- | ---------------------- |
| AllMusic                      | [ 22 ]                 |
| Entertainment Weekly          | B+                     |
| The Guardian                  | [ 32 ]                 |
| Los Angeles Times             | [ 33 ]                 |
| Music Week                    | [ 34 ]                 |
| NME                           | 8/10                   |
| Pitchfork                     | 6.8/10                 |
| Rolling Stone                 | [ 37 ]                 |
| The Rolling Stone Album Guide | [ 38 ]                 |
| USA Today                     | [ 39 ]                 |

Spice recebeu críticas geralmente díspares dos críticos musicais especializados; ao passo em que alguns analistas prezaram a sua produção e suas letras feministas, outros criticaram a sua falta de originalidade. Escrevendo para o banco de dados AllMusic, Stephen Thomas Erlewine, considerou "imaculadamente um pop manufaturado" o conteúdo do álbum, embora "infeccioso" e "irresistível", acrescentando que "Spice não precisa ser original para ser divertido" e que "nenhuma das meninas tem grandes vozes. Porém elas exalam personalidade e carisma". Ken Tucker, da revista Entertainment Weekly, classificou-o como "uma coleção de pop, diabolicamente bom", e disse que o single principal "Wannabe", é "alegre, mas resistente, cativante e ainda melodicamente surpreendente". Lois Alter Mark, da mesma publicação, sentiu que as Spice Girls, eram uma espécie de "Go-Go's sem atitude". Dev Sherlock, da LAUNCHcast, definiu a obra como "pura e doce de ser ouvida" e que foi "um dos mais divertidos e emocionantes lançamentos pop do ano", acrescentando que sua filosofia Girl Power é "um manifesto bem equilibrado para meninas adolescentes de todo o mundo, e nem um pouco riot grrrl-raivoso".
No The Guardian, a jornalista Caroline Sullivan escreveu que, apesar do som "incrivelmente elegante" e comercial de Spice, "todas essas declarações Girl Power não são apenas slogans vazios, parece". Mark Sutherland, editor do NME, elogiou o álbum em sua análise e o considerou o melhor do gênero "pop da última geração, tão bom quanto o melhor do mainstream", com "algumas das melhores músicas pop do ano, se não as melhores". Christina Kelly, da revista Rolling Stone, sentiu que as Spice Girls eram "mais um grupo de bubblegum pop", que "oferecem uma mistura diluída de hip-hop e balada pop", acrescentando que o conceito de Girl Power, é apenas um "pró-mulheres ousadas", "as meninas não se aprofundam em nada mais do que posarem para fotos promocionais e dar dicas sobre como levar os meninos para cama". Aimee Cliff, da Pitchfork, deu uma nota 6,8 de 10 para o álbum e expressou que, embora "Spice seja adoravelmente pouco sofisticado", o "coração do disco está no otimismo implacável e na amizade estreita das cinco vozes em seu núcleo. É um álbum criado para karaokê com seus melhores amigos: cânticos bobos e fáceis de lembrar, como "balance, sacuda, mova, faça" acompanham gritos repetidos de que o amor romântico não se compara a ter um melhor amigo".
Em matéria para o USA Today, Edna Gundersen foi extremamente negativa quanto ao disco, sentindo que "apenas "Say You'll Be There" e o tocantemente cafona "Mama" tem algum resquício de profundidade; o resto é dance-pop pré-fabricado. Talvez um pouco de "tempero" melhore as Spice Girls. Até lá, por favor, passe para o Salt-N-Pepa". André Gordirro, do periódico brasileiro Tribuna da Imprensa, compartilhou uma opinião semelhante, escrevendo: "Um hit nas paradas, dance music de segunda, letrinhas e atitudes pop completamente esquecíveis daqui a um verão. Seria maldade com as moças do Bananarama de chama-las de suas sucessoras dos anos 90?, mas é o que parece. Só que falta "temperos" nessas Spice Girls". Spice foi nomeado para o prêmio Mercury Prize de 1997. No entanto, perdeu para New Forms, por Roni Size and Reprazent.

## Singles

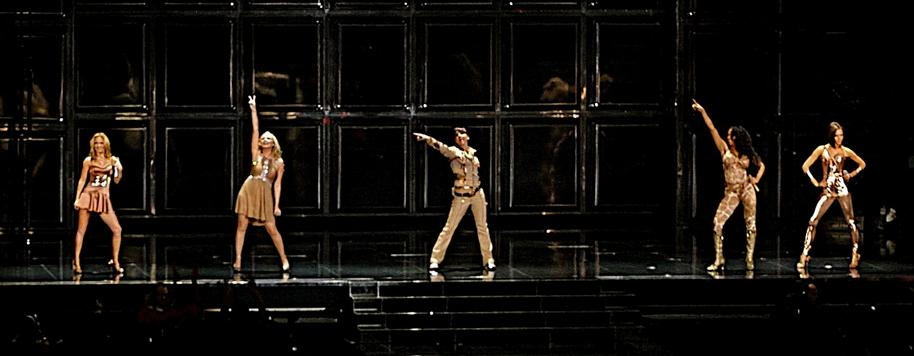
As Spice Girls durante sua turnê de reencontro, The Return of the Spice Girls (2008), cantando "Say You'll Be There". As cinco estão vestidas com roupas de cor bronze e cobre, desenhadas por Roberto Cavalli.

"Wannabe" foi lançado como single de estreia de Spice em 26 de junho de 1996. Alguns críticos consideraram a faixa como "mais um compêndio de estilos de música do que uma canção real", e negativaram a imagem do grupo como "mulheres pós-modernas, que projetam uma imagem de falsa confiança". Apesar disso, comercialmente, obteve um desempenho exitoso; liderou o UK Singles Chart por sete semanas e recebeu uma certificação de platina pela British Phonographic Industry (BPI). Em janeiro de 1997 foi lançado nos Estados Unidos, onde tornou-se a única canção do grupo a liderar a Billboard Hot 100, posição que manteve-se por quatro semanas. No total, "Wannabe" alcançou o topo das paradas em 20 nações. Tornou-se o single mais vendido de todos os tempos por um grupo feminino, comercializando mais de 7 milhões de unidades em todo o mundo. O vídeo mostra as Spice Girls correndo, cantando, dançando e criando travessuras em uma excêntrica festa boêmia. Como o vídeo era para ser filmado de uma só vez, o grupo ensaiou seus movimentos várias vezes durante a noite, enquanto um operador de Steadicam as seguiam.
"Say You'll Be There", lançado como o segundo foco de promoção do disco, em 14 de outubro de 1996. Recebeu revisões mistas; alguns críticos o elogiaram como uma canção cativante, outros o consideraram um apelo meramente para a credibilidade, enquanto outros descreveram as letras como "confusas". No âmbito comercial, tornou-se o segundo tema do grupo a obter o número um no Reino Unido e foi certificado platina pela BPI. Na Europa, atingiu o top dez na maioria nos gráficos que entrou. Nos Estados Unidos, estreou na quinta posição da Billboard Hot 100, estabelecendo, na época, um recorde para a entrada mais alta de um ato britânico na parada; mais tarde, atingiu o número três como pico. O videoclipe foi inspirado nos filmes Faster, Pussycat! Kill! Kill! (1965) e Pulp Fiction (1994), e apresenta o quinteto como super-heroínas que usam artes marciais e armas de alta tecnologia influenciadas por ninjas para capturar um homem infeliz.
Em 16 de dezembro do mesmo ano, "2 Become 1", sua terceira música de trabalho, é lançada. Recebeu críticas positivas pela imagem mais madura demonstrada pelas meninas nesta música, sua produção delicada e sua mensagem sobre o uso de métodos anticoncepcionais. A canção deu continuidade à impressionante sequência comercial das Spice Girls: liderou o UK Singles Chart por três semanas, tornando-se o terceiro tema do grupo nessa posição da parada e o primeiro na semana de natal, além de ser o segundo a vender um milhão de unidades. O videoclipe correspondente apresenta o grupo vagando pela Times Square, em Nova Iorque, com carros em movimento rápido aparecendo ao redor de luzes multicoloridas. Em julho de 1997, a música foi lançada nos Estados Unidos, atingindo o quinto lugar no Billboard Hot 100. Realizou-se similarmente internacionalmente, alcançando o top dez na maioria das paradas, que entrou. Em março de 1997, "Mama" e "Who Do You Think You Are" foram liberados como o quarto e último singles da obra em um formato Lado A duplo. Os críticos descreveram a primeira citada como "lustrosa" e "brega". Já quanto ao segundo, eles pensavam que a música era uma das "canções mais fortes e subestimadas" do grupo e que (ainda) "é bastante relevante hoje". Tornou-se o quarto número um consecutivo das Spice Girls no Reino Unido, convertendo-as no primeiro artista na história da tabela britânica a conseguir esse feito. O videoclipe de "Mama" apresentou o grupo cantando para um público de crianças e suas próprias mães, enquanto o de "Who Do You Think You Are" apresenta as Spice Girls cantando e dançando solo na frente de vários fundos coloridos.

## Promoção

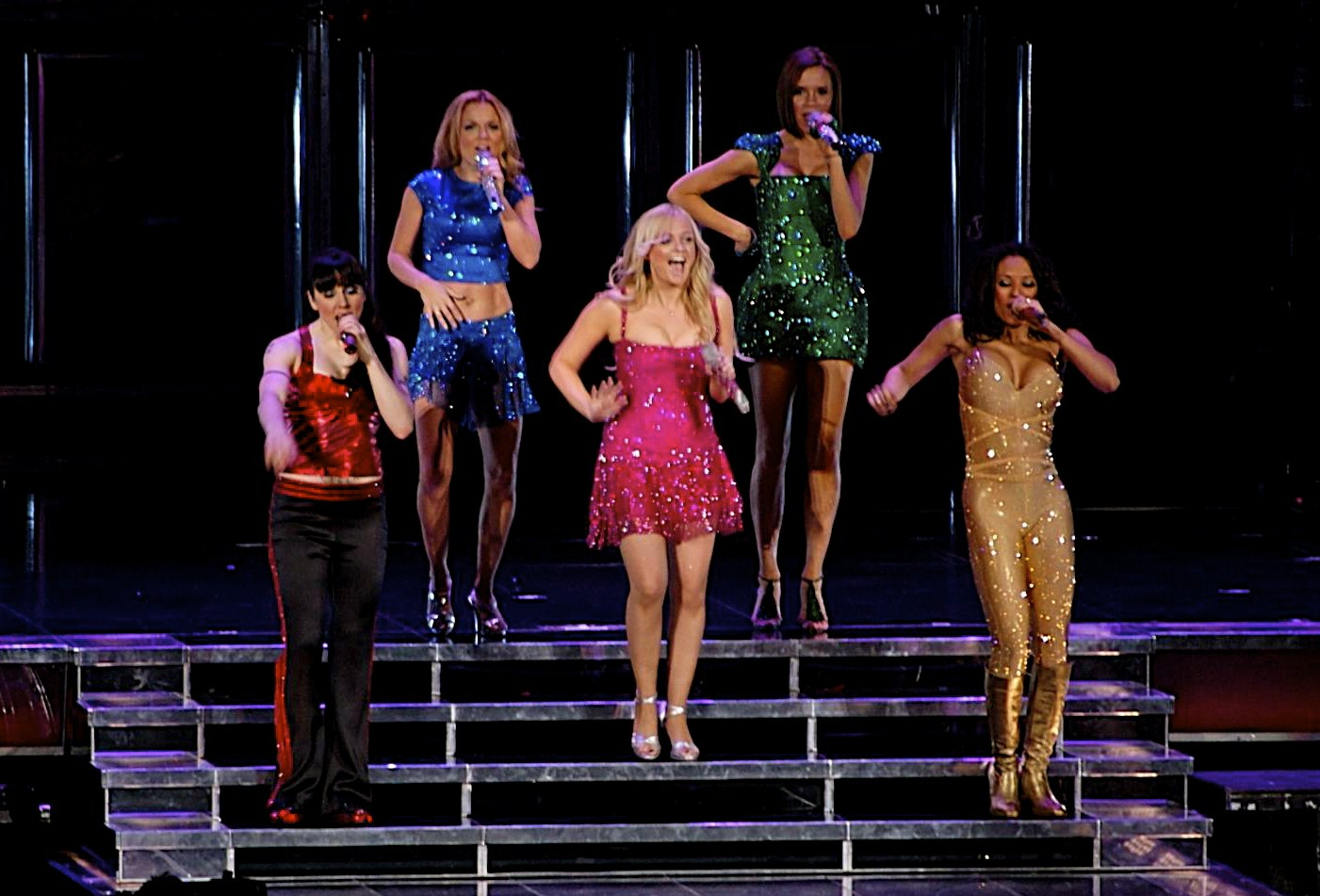
O grupo apresentando "Wannabe" no Air Canada Centre em Toronto, durante a turnê Return of the Spice Girls, 2007

A arte da capa de Spice foi fotografada pelo fotógrafo japonês Kunihiro Takuma e retrata cada uma das integrantes realizando diversas posições sobre cada uma das letras da palavra Spice, imprensa sob um fundo branco, enquanto olham diretamente para a câmera. Um anel de cor dourada pode ser visualizado na canto inferior esquerdo. Elas estavam no Japão quando "Wannabe" alcançou o primeiro lugar no Reino Unido. O grupo fez sua primeira aparição no Top of the Pops, em Tóquio, por link via satélite, onde usaram um templo local como pano de fundo para sua performance com uso de sincronia labial. Elas cantaram a música várias vezes no programa, incluindo no especial de Natal em 1996. Em seguida, apresentaram o tema e "Say You'll Be There" em várias atrações da televisão britânica e estadunidense, incluindo An Audience with..., no Bravo Supershow, Sorpresa¡ Sorpresa!, Fully Booked, Live with Regis and Kelly e The Oprah Winfrey Show. Sua apresentação no Saturday Night Live, ocorrida em 12 de abril de 1997, foi apresentada no especial musical de 5 partes "SNL: 25 Years of Music", e foi a primeira vez que o grupo apresentou "Wannabe" e "Say You'll Be There" com uma banda ao vivo — suas apresentações anteriores foram todas dubladas ou cantadas com uma faixa de apoio gravada.
O grupo apresentou-se em cerimônias de premiação como o Smash Hits! Awards, o Irish Music Awards de 1996 e o Channel V Music Awards de 1997 realizados em Nova Delhi, Índia, onde vestiram trajes indianos e subiram ao palco em auto-riquixás. Em fevereiro de 1997, o grupo se apresentou no Brit Awards. Elas começaram os ensaios alguns dias depois de retornarem ao Reino Unido de uma turnê promocional nos EUA, com a coreógrafa Priscilla Samuels, que trabalhou com o grupo por recomendação de Fuller. Em 24 de fevereiro, na frente de mil convidados VIPs no Earls Court Exhibition Centre, o grupo abriu o evento com uma versão dublada de "Who Do You Think You Are". O traje usado por Halliwell, um minivestido preto estampado com uma Union Jack na frente e um símbolo da paz branco nas costas, chegou à primeira página de vários jornais e agora é lembrado como um dos símbolos mais icônicos da Cool Britannia. O quinteto interpretou "Say You'll Be There" no palco dos MTV Video Music Awards de 1997, realizados em 4 de setembro. O grupo estava programado para tocar "2 Become 1" na semifinal da quinta temporada do programa de televisão britânico Strictly Come Dancing, em 16 de dezembro, mas foi adiado para a final, ocorrida no dia 22, pois Button torceu gravemente o tornozelo e não conseguiu se apresentar. Além disso, em apoio a Spice, bem como a seu álbum seguinte Spiceworld (1997), elas embarcaram em sua primeira turnê, a Spiceworld Tour (1998), que contou com 97 concertos feitos entre a América do Norte e Europa. Seu público total foi estimado em 2,1 milhões e continua sendo uma das digressões de maior bilheteria de todos os tempos por um grupo feminino.

## Legado e impacto
"Quando a banda lançou seu álbum de estreia, Spice, em 1996, tornou-se uma sensação global com canções pop perfeitamente elaboradas — como "Who Do You Think You Are" e "2 Become 1" — destinadas a atender às massas. E elas conseguiram: os sucessos de rádio animados do álbum, as letras atrevidas e as fantasias descaradas acenderam o ressurgimento da "Beatlemania" — exceto que dessa vez era "Spicemania". Desde então, elas mantiveram seu assento aquecido como um dos grupos femininos mais vendidos de todos os tempos".

— A editora Ilana Kaplan discutindo o impacto de Spice em matéria para a Elle.
Apesar da descrença inicial de alguns, Spice tornou-se um enorme sucesso global. Tal comoção, apelidada de "Spicemania", foi tão intensa que gerou comparações com a Beatlemania, devido ao grande volume de interesse do público e da mídia no grupo. Em matéria para o uDiscoverMusic, Marca Elliott atribuiu o sucesso da obra a uma formula que unia "atitude contagiante, muita energia e um punhado de singles clássicos", observando que "as Spice Girls dominaram a cultura pop em pouco mais de seis meses. Talvez haja uma lição para outros que mudam o jogo: corte o cinismo e libere o carisma. Isso realmente foi o pop em seu momento mais politicamente potente". De acordo com seu manifesto de "poder feminino", as músicas das Spice Girls foram elogiadas por suas "mensagens genuinamente fortalecedoras sobre amizade e irmandade", que as diferenciavam das típicas canções de amor que artistas contemporâneas cantavam.
A revista Billboard disse que suas letras "demonstravam amizade feminina real e não competitiva", acrescentando que as mensagens transmitidas por elas se mantiveram bem em comparação com as letras cantadas por grupos femininos posteriores, como as Pussycat Dolls. O single de estreia do grupo, "Wannabe", foi aclamado como um "hino icônico do poder feminino". Já "2 Become 1", foi prezada por editores da Billboard como algo que "provou que você nem sempre precisa de acrobacias no estilo Mariah para vender uma canção de amor. Os tons docemente cantados por Emma e o timbre contrastantemente baixo de Mel B brilham particularmente em uma faixa que subversivamente introduz uma mensagem de sexo seguro entre todas as declarações mais românticas".
As Spice Girls surgiram em uma época em que o rock alternativo, o hip-hop e o R&B dominavam as paradas musicais globais. Na primeira entrevista do grupo, em maio de 1996, Halliwell disse à Music Week: "Queremos trazer um pouco do glamour de volta ao pop, como Madonna tinha quando éramos crianças. O pop é sobre fantasia e escapismo, mas há muita besteira por aí no momento".  O fenômeno pop moderno que as elas criaram ao mirar nos primeiros Millennials foi creditado por mudar o cenário musical ao reviver o gênero da música pop, trazendo a onda global de artistas teen pop no final dos anos 1990 e início dos anos 2000, como os Backstreet Boys, Britney Spears, Christina Aguilera e NSYNC. Elas foram creditadas por abrir caminho para os grupos femininos e cantoras pop que vieram depois delas. Tara Joshi, da revista Vice, notou que no início da década de 1990 as paradas musicais do Reino Unido estavam sendo "saturadas por rapazes do Britpop ou por boy bands como Take That e East 17. [...] Com sua abordagem mais simplista e identificável do pop alegre, as Spice Girls pareciam um antídoto na hora certa". Completando, que, enquanto "as boy bands foram criadas para cantar para as meninas, as Spice Girls cantavam com elas". De igual forma, David Sinclair, do The Guardian, observou: "Elas estavam nadando contra a maré no sentido de que esta era uma era em que boybands dominavam, notavelmente Take That e Boyzone no Reino Unido e os Backstreet Boys nos EUA. Nunca havia tido um grupo só de mulheres que se dirigisse especificamente a um público feminino de uma forma tão impetuosa e direta".
Ao contrário de grupos femininos anteriores, como as Andrews Sisters, cujo mercado-alvo eram homens compradores de discos, as Spice Girls tinham como alvo uma base de fãs jovens e do gênero feminino. No Reino Unido, elas são ainda mais creditadas por alterar a cena musical pop então dominada por homens. Antes delas, grupos femininos britânicos, como Bananarama, até tinham singles de sucesso nas paradas do país, mas suas vendas de álbuns eram geralmente decepcionantes. Uma opinião comum na indústria musical britânica na época era que um grupo pop só de mulheres não funcionaria porque tanto meninas quanto meninos achariam o conceito muito ameaçador. Como resultado, revistas para adolescentes como Smash Hits e Top of the Pops inicialmente se recusaram a apresentar as Spice Girls. Após o enorme sucesso comercial delas um boom de novos grupos femininos, no final dos anos 1990 e início dos anos 2000, surgiram em todo o mundo. Cerca de 20 novos grupos femininos foram lançados no Reino Unido em 1999, seguidos por outros 35 no ano seguinte. Os grupos que surgiram durante este período incluem All Saints, B*Witched, Atomic Kitten, Girls Aloud, Sugababes e The Saturdays, todos buscando obter o sucesso das Spice Girls. Fora do Reino Unido e da Irlanda, outros grupos femininos modelados a partir das Spice Girls foram No Angels (Alemanha), Bardot (Austrália), Rouge (Brasil), The Cheetah Girls (EUA), e Bandana (Argentina).

## Lista de faixas
| N.º            | Título                     | Compositor(es)                         | Produtor(es)                     | Duração |  |
| 1.             | "Wannabe"                  | Spice Girls Richard Stannard Matt Rowe | Stannard Rowe                    | 2:53    |  |
| 2.             | "Say You'll Be There"      | Spice Girls Jon B. Eliot Kennedy       | Absolute                         | 3:55    |  |
| 3.             | "2 Become 1"               | Spice Girls Stannard Rowe              | Stannard Rowe Andy Bradfield [a] | 4:01    |  |
| 4.             | "Love Thing"               | Spice Girls Kennedy Cary Bayliss       | Absolute Bradfield [a]           | 3:38    |  |
| 5.             | "Last Time Lover"          | Spice Girls Andy Watkins Paul Wilson   | Absolute                         | 4:11    |  |
| 6.             | "Mama"                     | Spice Girls Stannard Rowe              | Stannard Rowe                    | 5:04    |  |
| 7.             | "Who Do You Think You Are" | Spice Girls Watkins Wilson             | Absolute                         | 4:00    |  |
| 8.             | "Something Kinda Funny"    | Spice Girls Watkins Wilson             | Absolute                         | 4:05    |  |
| 9.             | "Naked"                    | Spice Girls Watkins Wilson             | Absolute                         | 4:25    |  |
| 10.            | "If U Can't Dance"         | Spice Girls Stannard Rowe              | Stannard Rowe                    | 3:48    |  |
| Duração total: | Duração total:             | Duração total:                         | Duração total:                   | 39:56   |  |

| Spice – Faixa bônus-américa-latina |                                                      |                                   |                             |         |  |
| N.º                                | Título                                               | Compositor(es)                    | Produtor(es)                | Duração |  |
| 12.                                | "Seremos Uno Los Dos" (2 Become 1 – Versão espanhol) | Spice Girls Stannard Rowe N. Maño | Stannard Rowe Bradfield [a] | 4:05    |  |

| Spice – Faixa bônus-edição colômbiana |                       |                           |                                  |         |  |
| N.º                                   | Título                | Compositor(es)            | Produtor(es)                     | Duração |  |
| 12.                                   | "Wannabe" (Dance Mix) | Spice Girls Stannard Rowe | Stannard Rowe Junior Vasquez [b] | 5:57    |  |

## Créditos e pessoal
Lista-se abaixo os profissionais envolvidos na elaboração de Spice, atribui os seguintes créditos:'

### Músicos
- Matt Rowe – teclados, programação (faixas 1, 3, 6, 10)
- Richard Stannard – teclados, programação (faixas 1, 3, 6, 10); vocais de apoio (faixa 10)
- Absolute – instrumentos (faixa 2, 4, 5, 7–9)
- Judd Lander – harmônica (faixa 2)
- Pete Davis – programação adicional (faixa 3)
- Paul Waller – programação adicional (faixas 3, 4)
- Statik – programação adicional (faixas 3, 5)
- Greg Lester – guitarra (faixa 3), guitarra rítmica (faixa 6)
- Craig Armstrong – arranjo de cordas (faixa 3)
- Isobel Griffiths – arranjo de cordas (faixa 3)
- Perry Montague-Mason – arranjo de cordas (faixa 3)
- Dave Way – programação adicional (faixa 5)
- Eric Gooden – vocais de apoio (faixa 5)
- Tony Ward – violoncelo (faixa 6)
- Jackie Drew – violino (faixa 6)
- Mark Beswick – arranjo vocais (faixa 6)
- Mary Pearce – vocais de apoio (faixa 7)

### Produção
- Richard Stannard – produção (faixas 1, 3, 6, 10)
- Matt Rowe – produção (faixas 1, 3, 6, 10)
- Mark "Spike" Stent – mixagem (faixas 1, 2)
- Adrian Bushby – engenharia de gravação (faixas 1, 3, 6, 10)
- Patrick McGovern – engenharia de gravação (faixas 1, 3, 6, 10)
- Absolute – produção musical (faixas 2, 4, 5, 7–9); mixagem (faixas 6, 9)
- Jeremy Wheatley – engenharia de gravação (faixas 2, 4, 7, 8)
- Adam Brown – engenharia de gravação (faixas 2, 4, 5, 7–9)
- Andy Bradfield – engenharia de gravação, mixagem (faixas 3, 4)
- Dave Way – mixagem (faixas 5–8, 10)
- Al Stone – engenharia de gravação (faixas 5, 9); mixagem (faixa 9)
- Geoff Pesche – masterização em Townhouse Studios, Londres

### Arte de capa
- Kunihiro Takuma – fotografia

## Desempenho comercial

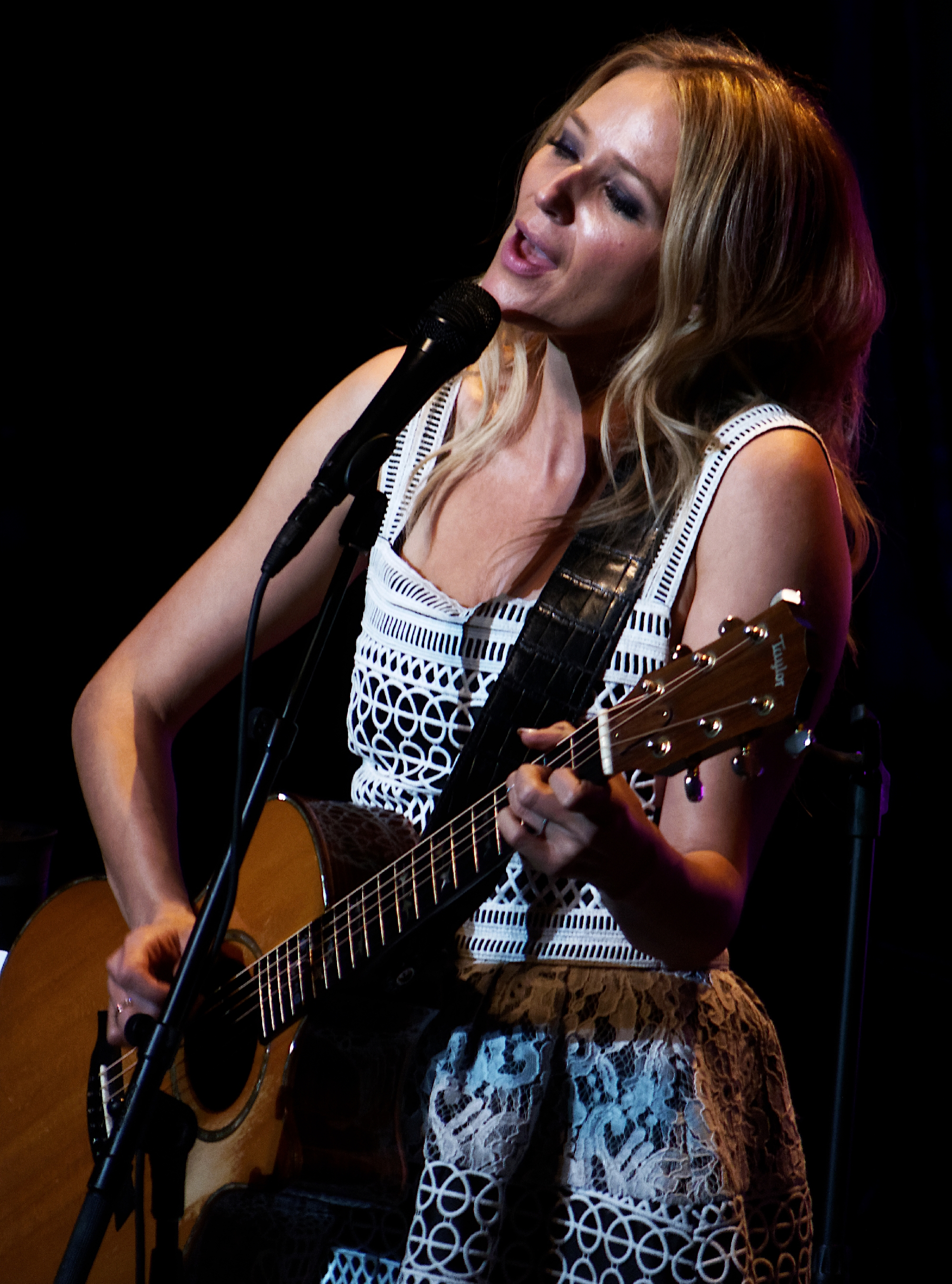
Spice foi o álbum mais comprado nos Estados Unidos em 1997, vendendo 1 milhão de cópias a mais que o segundo colocado; Blue (1996), de LeAnn Rimes (foto).

Em novembro de 1996, as Spice Girls lançaram Spice na Europa. O álbum estreou no topo da parada britânica UK Albums Chart, com vendas de 114 mil cópias em sua primeira semana. Manteve-se nessa posição por 15 atualizações não consecutivas. No total, o álbum vendeu pouco mais de 3 milhões de unidades e, como consequência, foi certificado com dez platinas pela British Phonographic Industry (BPI). Atualmente, é o 29.º álbum mais adquirido de todo os tempos em terras britânicas. Ao redor da Europa, Spice atingiu a liderança em várias nações, incluindo a Áustria, Bélgica, França, Portugal e Países Baixos. Foi certificado com disco de diamante em terras francesas, e com platina tripla nos territórios belga, nerlandês, polonês, e com quatro platinas na Itália, seis na Dinamarca e dez na Espanha, onde tornou-se o disco não-espanhol mais vendido naquele país. Como consequência de seu sucesso no continente, se tornou o álbum mais vendido de 1997 e foi certificado com oito platinas pela International Federation of the Phonographic Industry (IFPI), reconhecendo vendas de mais de 8 milhões de exemplares.
Spice também teve um enorme impacto nos países asiáticos, vendendo 2 milhões de réplicas na região em 1997; no Japão — onde foi o líder nas paradas e certificado com platina quádrupla —, vendeu 718 mil e 432 cópias até março de 1997. Também obteve destaque na América Latina. No Brasil, o projeto estreou no nono posto da parada publicada pelo jornal O Globo – com base em dados fornecidos pelo instituto Nelson Oliveira Pesquisa e Estudo de Mercado (NOPEM) –, em 17 de junho de 1997.  Na semana seguinte saltou para, sua posição de pico, o quarto lugar; ele chegou ao fim do ano como o 14.º disco mais comprado no território. Mais tarde, em recompensa às 500 mil cópias faturadas, foi premiado com platina dupla pela Pro-Música Brasil (PMB). Na Argentina e México conquistou, respectivamente, certificado de platina dupla e ouro.
Nos Estados Unidos, Spice estreou na sexta posição da Billboard 200. Eventualmente, ocupou a liderança por cinco semanas, vendendo 138 mil cópias em sua primeira edição no posto. Em suas primeiras 12 atualizações, totalizou 1 milhão e 46 mil unidades comercializadas. Tornou-se o álbum mais comprado em 1997 no país, com 5 milhões e 300 mil réplicas até o final do ano; quase um milhão a mais que o segundo colocado, Pieces of You (1994), de Jewel. De acordo com a Nielsen SoundScan, em outubro de 2013, esse valor já havia alcançado 7 milhões e 453 mil cópias. Foi certificado com sete platinas pela Recording Industry Association of America (RIAA). No Canadá, o disco também foi líder em todas às paradas de discos do país. A Music Canada (MC) o certificou com diamante, denotando vendas de mais de um milhão de exemplares. Mundialmente, foi um sucesso enorme, comercializando 10 milhões de réplicas nos primeiros sete meses. Foi certificado com multi-platina em 27 nações, platina em 14 países e ouro em 3 países. Com um total de 31 milhões de unidades adquiridas em todo o mundo, tornou-se o álbum que mais vendeu por um grupo/banda só de mulheres na história da música e um dos mais adquiridos de todos os tempos.
| País — Tabela musical (1996—97)     | Posição de pico |
| ----------------------------------- | --------------- |
| Alemanha (GfK Entertainment Charts) | 6               |
| Austrália (ARIA Charts)             | 3               |
| Áustria (Ö3 Austria Top 40)         | 1               |
| Bélgica (Ultratop 50 de Flandres)   | 1               |
| Bélgica (Ultratop 40 de Valônia)    | 1               |
| Brasil (NOPEM)                      | 4               |
| Canadá (Canadian Albums Chart)      | 1               |
| Canadá (RPM Albums Chart)           | 1               |
| Canadá (The Record)                 | 1               |
| Dinamarca (Hitlisten)               | 2               |
| Escócia (OCC)                       | 1               |
| Espanha (PROMUSICAE)                | 1               |
| Estados Unidos (Billboard 200)      | 1               |
| Estados Unidos (Top Catalog Albums) | 2               |
| Europa (European Top 100 Albums)    | 1               |
| Finlândia (IFPI Finlândia)          | 4               |
| França (SNEP)                       | 1               |
| Hungria (MAHASZ)                    | 10              |
| Islândia (Tónlist)                  | 1               |
| Irlanda (IRMA)                      | 1               |
| Itália (FIMI)                       | 2               |
| Japão (Oricon)                      | 7               |
| Malásia (RIM)                       | 7               |
| Noruega (VG-lista)                  | 1               |
| Nova Zelândia (Recorded Music NZ)   | 1               |
| Países Baixos (MegaCharts)          | 1               |
| Portugal (AFP)                      | 1               |
| Reino Unido (UK Albums Chart)       | 1               |
| Suécia (Sverigetopplistan)          | 1               |
| Suíça (Schweizer Hitparade)         | 5               |
| Taiwan (IFPI)                       | 2               |
| Zimbábue (IFPI)                     | 1               |

| País — Tabela musical          | Posição |
| ------------------------------ | ------- |
| Estados Unidos (Billboard 200) | 19      |
| Reino Unido (OCC)              | 3       |

| País — Tabela musical                     | Posição |
| ----------------------------------------- | ------- |
| Irlanda (IRMA)                            | 32      |
| Estados Unidos (Billboard 200)            | 49      |
| Estados Unidos (Billboard 200) (Mulheres) | 17      |

| País — Tabela musical (1996)        | Posição |
| ----------------------------------- | ------- |
| França (SNEP)                       | 23      |
| Europa (European Top 100 Albums)    | 59      |
| Japão (Oricon)                      | 79      |
| Reino Unido (UK Albums Chart)       | 2       |
| Suécia (Swedish Albums Chart)       | 29      |
| País — Tabela musical (1997)        | Posição |
| Alemanha (GfK Entertainment Charts) | 15      |
| Austrália (ARIA Charts)             | 2       |
| Áustria (Ö3 Austria Top 40)         | 8       |
| Bélgica (Ultratop 50 de Valônia)    | 3       |
| Bélgica (Ultratop 40 de Flandres)   | 10      |
| Brasil (Nopem)                      | 14      |
| Estados Unidos (Billboard 200)      | 1       |
| Europa (European Top 100 Albums)    | 1       |
| França (SNEP)                       | 5       |
| Itália (FIMI)                       | 7       |
| Noruega (VG-lista)                  | 11      |
| Nova Zelândia (Recorded Music NZ)   | 2       |
| Países Baixos (Dutch Charts)        | 2       |
| Reino Unido (UK Albums Chart)       | 3       |
| Suécia (Sverigetopplistan)          | 8       |
| Suíça (Schweizer Hitparade)         | 4       |
| País — Tabela musical (1998)        | Posição |
| Austrália (ARIA Charts)             | 38      |
| Bélgica (Ultratop 50 de Flandres)   | 76      |
| Bélgica (Ultratop 40 de Valônia)    | 94      |
| Canadá (RPM Albums Chart)           | 26      |
| Estados Unidos (Billboard 200)      | 25      |
| Países Baixos (MegaCharts)          | 64      |

| Região | Certificação | Vendas     |
| --- | ------------ | ---------- |
| Alemanha (BVMI) | 3× Ouro      | 750 000^   |
| Argentina (CAPIF) | 2× Platina   | 140 000    |
| Austrália (ARIA) | 6× Platina   | 420 000^   |
| Áustria (IFPI Áustria) | Platina      | 50 000*    |
| Bélgica (BEA) | 3× Platina   | 150 000*   |
| Brasil (Pro-Música Brasil) | 2× Platina   | 500 000*   |
| Canadá (Music Canada) | Diamante     | 1 000 000^ |
| Dinamarca (IFPI Dinamarca | 6× Platina   | 180 000^   |
| Espanha (PROMUSICAE) | 10× Platina  | 1 000 000  |
| Estados Unidos (RIAA) | 7× Platina   | 7 500 000  |
| Finlândia (Musiikkituottajat) | Platina      | 76 375^    |
| França (SNEP) | Diamante     | 1 000 000^ |
| Hong Kong (IFPI Hong Kong) | Platina      | 20 000*    |
| Itália (FIMI) | 4× Platina   | 400 000*   |
| Japão (RIAJ) | 2× Platina   | 718 432    |
| México (AMPROFON) | Ouro         | 100 000^   |
| Nova Zelândia (RIANZ) | Platina      | 15 000*    |
| Noruega (IFPI Noruega) | 2× Platina   | 100 000*   |
| Países Baixos (NVPI) | 3× Platina   | 300 000^   |
| Polônia (ZPAV) | 2× Platina   | 200 000*   |
| Reino Unido (BPI) | 10× Platina  | 3 022 090  |
| Suécia (GLF) | 2× Platina   | 200 000^   |
| Suíça (IFPI Suíça) | 2× Platina   | 100 000^   |
| Resumos |              |            |
| Europa (IFPI) | 8× Platina   | 8 000 000* |
| Mundo | —            | 31 000 000 |
| *números de vendas baseados somente na certificação ^distribuições baseadas apenas na certificação ‡vendas+valores de streaming baseados somente na certificação |              |            |

## Histórico de lançamento
| Região      | Data                   | Formato     | Gravadora | Ref.            |
| ----------- | ---------------------- | ----------- | --------- | --------------- |
| Japão       | 19 de setembro de 1996 | CD          | EMI Music | [ 224 ]         |
| Reino Unido | 4 de novembro de 1996  | CD          | Virgin    | [ 225 ]         |
| Canadá      | 10 de dezembro de 1996 | CD          | Universal | [ 226 ]         |
| EUA         | 4 de fevereiro de 1997 | CD cassette | Virgin    | [ 227 ] [ 228 ] |
| EUA         | 1 de abril de 1997     | LP          | Virgin    | [ 229 ]         |